# Enigmerces
Enigmerces is een geslacht van weekdieren uit de klasse van de Gastropoda (slakken).

## Soort
- Enigmerces turbinata Iredale & Laseron, 1957